# Żangaszar
Żangaszar (kaz. Жаңашар; ros. Жанашар, Żanaszar) – wieś w południowo-wschodnim Kazachstanie, w obwodzie ałmackim, w rejonie Jengbekszykazak. W 2009 roku liczyła ok. 3,6 tys. mieszkańców.